# Blues Traveler
Blues Traveler es una banda de rock, formada en Princeton, New Jersey en 1987. La banda ha sido influida por multitud de géneros, como el blues-rock, psychedelic rock, folk rock, soul, y Southern rock. Son conocidos por sus improvisaciones en vivo.
Actualmente el grupo está compuesto por el virtuoso de la armónica John Popper, el guitarrista Chan Kinchla, baterista Brendan Hill, bajista Tad Kinchla y teclista Ben Wilson. Tad Kinchla y Ben Wilson se unieron a la banda tras la muerte del bajista original Bobby Sheehan en 1999 de una sobredosis en Nueva Orleans, Luisiana.

## Historia

### Formación
Blues Traveler empezó como una banda de instituto formada en Princeton a mediados de los 80. John Popper actuaba como vocalista y guitarrista, y Brendan Hill de baterista; aquel grupo se llamó The Establishment, con el hermano de Hill al bajo, y varios guitarristas se alternaron el puesto en la banda.

### Primeros años
Tras graduarse, los miembros de la banda siguieron interesándose por la misma. Actuaron en algunos clubes nocturnos.
El grupo atrajo la atención de David Graham, hijo de un famoso productor (Bill Graham), y a partir de ese momento empezaron una gira por la costa este de los Estados Unidos.
Blues Traveler sacó su primer álbum, con su mismo nombre, en 1990; consiguiendo gran audiencia en las radios estudiantes.
En 1991 sacó un segundo álbum, con más parte de improvisación, titulado Travelers and Thieves, (Viajeros y ladrones).
En 1992 el grupo creó el festival H.O.R.D.E. como alternativa a otros existentes.

### Éxito
El cuarto álbum de la banda, lanzado en 1994, y titulado Four, tenía dos canciones que les supusieron el éxito, Run Around y Hook, en ambas existía una gran interpretación de la armónica.
Blues Traveler apareció en el festival de Woodstock '94 y más tarde como teloneros de The Rolling Stones.
La banda tocó en 1995 en el estreno de Saturday Night Live como reemplazo de última hora de Prince.
La banda grabó el tema de Johnny Rivers para la película Ace Ventura: Cuando la naturaleza llama.
Para el final de 1998, la banda había preparado un álbum conceptual llamado The Sun, The Storm and The Traveler (El sol, la tormenta y el viajero) , basada en la fábula de Aesop de los cuentos de "El viento del norte y el sol", Y planeaban grabarlo tras un descanso en 1999. Ese verano John Popper tuvo un problema arterial, debido a un bloqueo de las mismas, que forzó a la banda a cancelar su concierto anual en el último minuto.

### Muerte de Sheehan
El 20 de agosto de 1999 Bobby Sheehan fue encontrado muerto en su casa. Al parecer la noche anterior había estado grabando con unos amigos, la muerte fue a causa de una sobredosis.
La banda rechazó el álbum conceptual, y en su lugar sacaron un álbum en línea Decisions of the Sky: A Traveler's Tale of Sun and Storm (Decisiones del cielo, la historia de un viajero de sol y tormenta)

### Últimos años
La banda firmó con una nueva compañía Sanctuary Records, para su próximo álbum Truth to be told.
El grupo grabó "Rag Mama Rag" para el álbum tributo del 2007 "Endless Highway: The Music of The Band"".
El último álbum de Blues Traveler es Cover Yourself, que es un best of de la banda, con acompañamiento acústico.

## Discografía

### Álbumes de estudio
- Blues Traveler (1990)
- Travelers and Thieves (1991)
- Save His Soul (1993)
- Four (1994)
- Straight On till Morning (1997)
- Bridge (2001)
- Truth Be Told (2003)
- ¡Bastardos! (2005)
- Cover Yourself (2007)
- North Hollywood Shootout (2008)[3]
- Suzie Cracks the Whip (2012)
- Blow Up the Moon (2015)

### Álbumes en vivo
- Live from the Fall (1996)
- Live: What You and I Have Been Through (2002)
- Live on the Rocks (2004)

### Misceláneo
- Travelogue: Blues Traveler Classics (2002)